# Isole Cayman ai Giochi della XXX Olimpiade
Le Isole Cayman hanno partecipato ai Giochi della XXX Olimpiade di Londra, che si sono svolti dal 27 luglio al 12 agosto 2012, con una delegazione di 5 atleti.

## Atletica leggera
Gare maschili
| Atleta        | Gara               | Batterie | Batterie | Quarti | Quarti | Semifinali      | Semifinali      | Finale          | Finale          |
| Atleta        | Gara               | Tempo    | Pos.     | Tempo  | Pos.   | Tempo           | Pos.            | Tempo           | Pos.            |
| ------------- | ------------------ | -------- | -------- | ------ | ------ | --------------- | --------------- | --------------- | --------------- |
| Ronald Forbes | 110 metri ostacoli | 14.21    | 8        | N.D.   | N.D.   | Non qualificato | Non qualificato | Non qualificato | Non qualificato |
| Kemar Hyman   | 100 m              | BYE      | BYE      | 10.16  | 4 q    | DNS             | DNS             | Non qualificato | Non qualificato |

Gare femminili
| Atleta              | Gara  | Batterie | Batterie | Quarti | Quarti | Semifinali      | Semifinali      | Finale          | Finale          |
| Atleta              | Gara  | Tempo    | Pos.     | Tempo  | Pos.   | Tempo           | Pos.            | Tempo           | Pos.            |
| ------------------- | ----- | -------- | -------- | ------ | ------ | --------------- | --------------- | --------------- | --------------- |
| Cydonie Mothersille | 200 m | DNS      | DNS      | N.D.   | N.D.   | Non qualificata | Non qualificata | Non qualificata | Non qualificata |

## Nuoto
| Atleta        | Gara               | Batteria | Batteria  | Semifinale      | Semifinale      | Finale          | Finale          |
| Atleta        | Gara               | Tempo    | Posizione | Tempo           | Posizione       | Tempo           | Posizione       |
| ------------- | ------------------ | -------- | --------- | --------------- | --------------- | --------------- | --------------- |
| Brett Fraser  | 50 m stile libero  | 22.91    | 32        | Non qualificato | Non qualificato | Non qualificato | Non qualificato |
| Brett Fraser  | 100 m stile libero | 48.54    | 6 Q       | 48.92           | 15              | Non qualificato | Non qualificato |
| Brett Fraser  | 200 m stile libero | 1:47.74  | 14 Q      | 1:47.01         | 12              | Non qualificato | Non qualificato |
| Shaune Fraser | 100 m stile libero | 48.99    | 16 Q      | 49.07           | 16              | Non qualificato | Non qualificato |
| Shaune Fraser | 200 m stile libero | 1:48.53  | 20        | Non qualificato | Non qualificato | Non qualificato | Non qualificato |